# Unexpected (Levina)
Unexpected è il primo album in studio della cantante tedesca Levina, pubblicato nel 2017.

## Tracce
1. The Current – 4:33
2. Echo – 3:24
3. Perfect Life (ESC Version) – 3:04
4. Nothing More Beautiful – 3:29
5. Wildfire – 3:13
6. Ordinary People – 3:33
7. Love Me All the Time – 3:12
8. Run on You – 3:02
9. Stop Right There – 2:54
10. Courage to Say Goodbye – 3:01
11. One in a Million – 3:41
12. Nothing at All – 2:57
13. Perfect Life (Madizin Mix) – 3:22